# دانيال بافلوف
دانيال بافلوف هو نبال بلغاري، ولد في 6 نوفمبر 1967.

## وصلات خارجية
- دانيال بافلوف على موقع أوليمبيديا (الإنجليزية)